# Påfågelquetzal
Påfågelquetzal (Pharomachrus pavoninus) är en sydamerikansk fågel i familjen trogoner.

## Utbredning och systematik
Påfågelquetzalen förekommer i Amazonområdet, från sydöstra Colombia söderut till norra Bolivia och österut till södra Venezuela och centrala Brasilien i öst till Rio Negros och Rio Tapajós östra bankar). Den behandlas numera som monotypisk.

## Status och hot
Arten har ett stort utbredningsområde, men tros minska i antal, dock inte tillräckligt kraftigt för att den ska betraktas som hotad. Internationella naturvårdsunionen IUCN listar arten som livskraftig (LC).